# Uncharted (bài hát)
"Uncharted" là bài hát được viết và thu âm bởi nữ ca sĩ kiêm sáng tác người Mỹ Sara Bareilles. Nó được Neal Avron sản xuất và được phát hành dưới dạng đĩa đơn thứ hai trích từ album Kaleidoscope Heart vào ngày 13 tháng 1 năm 2011 bởi hãng Epic Records.

## Bối cảnh thực hiện
Bareilles chia sẻ với Billboard rằng cô "...rất lo về việc dấn thân vào chốn nào đó và không biết phải trông đợi gì ở lần thứ hai... và buổi chiều hôm đó, tôi ngồi xuống và viết 'Uncharted'." Tựa đề của album, 'Kaleidoscope Heart' được trích ra từ một đoạn ca từ của bài hát này: "Jump start my kaleidoscope heart, love to watch the colors fade... They may not make sense but they sure as hell made me". Bareilles khẳng định bài hát này là điểm xuất phát cho cả album và chính đoạn lời này đánh dấu sự kết thúc của khoảng thời gian tạm ngưng sáng tác của cô.

## Video âm nhạc
Ngày 9 tháng 11 năm 2010, một bức ảnh hậu trường được đăng tải trên trang chính thức của Sara, cho thấy đạo diễn từ đĩa đơn 'King of Anything', Laurent Brie, đang thực hiện video lần này. Bức ảnh có cho thấy Sara trong nhiều bộ quần áo khác nhau, có bao gồm phục trang của một cô gái Geisha. Dù vậy, vẫn chưa có thông báo về bối cảnh của video này.
Video âm nhạc này được phát hành vào ngày 1 tháng 3 năm 2011, do Travis Schneider sản xuất, với phần bối cảnh được lấy từ nghệ sĩ guitar và cũng là bạn thân lâu năm của Sara, Javier Dunn. Video có sự góp mặt của nhiều nghệ sĩ như Adam Levine và Jesse Carmichael của nhóm nhạc Maroon 5, Josh Groban, Pharrell Williams của N.E.R.D., Jennifer Nettles của nhóm Sugarland, Ben Folds, Ryan Tedder của nhóm OneRepublic, Laura Jansen, Ingrid Michaelson, Vanessa Carlton, Tegan and Sara, Cary Brothers, Greg Laswell, Adam Gardner và Ryan Miller từ Guster và Keenan Cahill.

## Quảng bá
"Uncharted" được chọn làm bài hát nhạc dạo cho chương trình truyền hình thực tế của VH1, Audrina. Cô cũng trình diễn bài hát này trên chương trình Jimmy Kimmel Live! vào ngày 8 tháng 6 năm 2011 và trên loạt chương trình No Ordinary Family, tập 'No Ordinary Animal'.

## Xếp hạng
| Các bảng xếp hạng (2011)                      | Thứ hạng cao nhất |
| --------------------------------------------- | ----------------- |
| Hungary (Rádiós Top 40)                       | 35                |
| US Bubbling Under Hot 100 Singles (Billboard) | 16                |
| Hoa Kỳ Adult Pop Airplay (Billboard)          | 13                |